# Тиль, Вальтер
Вальтер Тиль (нем. Walter Thiel, 2 марта 1910, Бреслау — 18 августа 1943, Пенемюнде) — немецкий инженер-ракетчик и изобретатель, главный специалист по жидкостным реактивным двигателям (ЖРД), сотрудник научной группы Вернера фон Брауна.
Двигатель конструкции В. Тиля для баллистической ракеты Фау-2 (V-2) был самым мощным ЖРД своего времени, по тяге (25 т) опережая ближайших конкурентов на порядок.

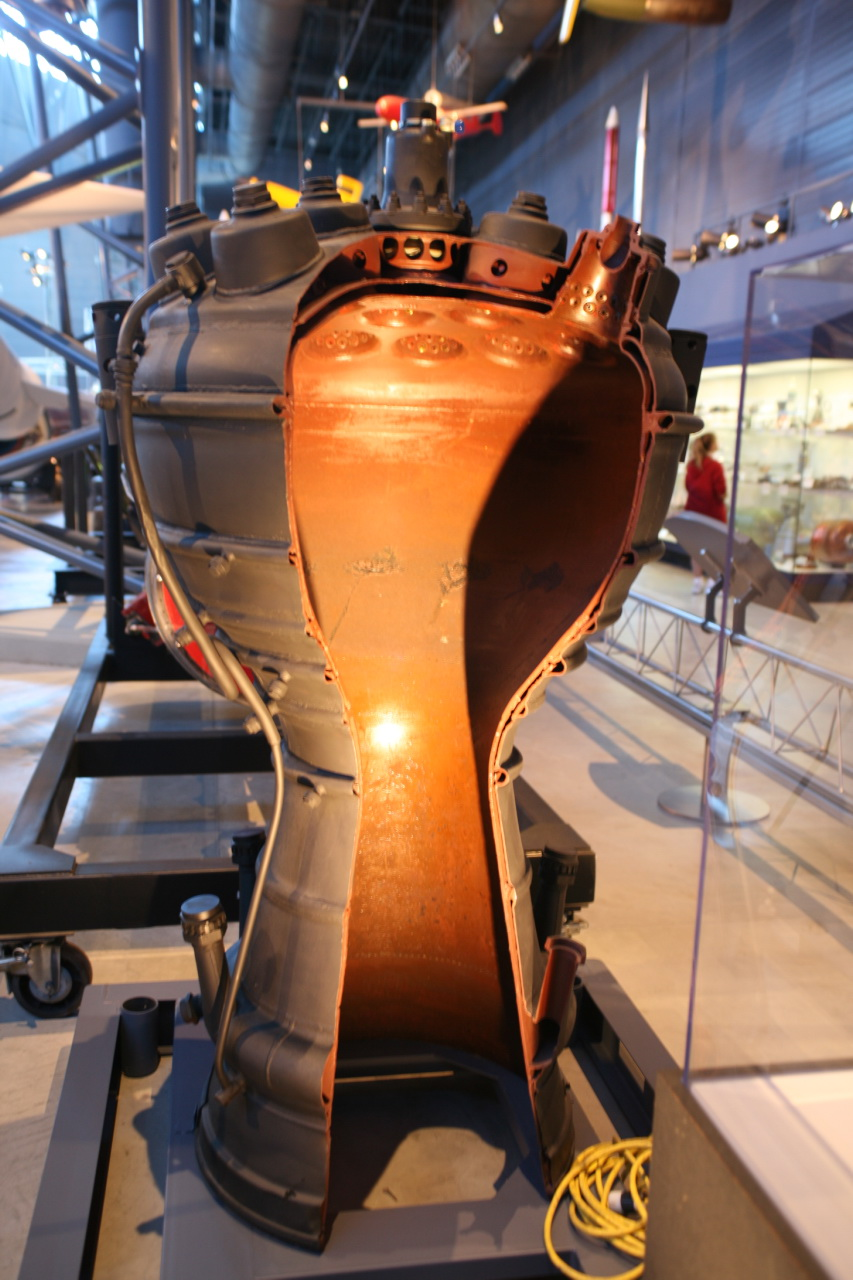
ЖРД конструкции Тиля ракеты Фау-2.

Существует неподтвержденная легенда, что во время осмотра трофейной германской техники, создатель РД-1, самого мощного советского ЖРД того времени, выдающийся инженер А. М. Исаев, осматривая двигатель Тиля для Фау-2, произнес: «Это то, чего не может быть» (возможно, фраза является иронической отсылкой к широко известному опрометчивому заявлению «главного советского специалиста по ЖРД» В. Глушко, сделанному им во время войны, в ходе опытов с линейкой стартовых ускорителей для самолётов, у которых последнему не удалось обеспечить устойчивой работы при тягах, превышающих 300—500 кгс. на камеру).
В то же время энергетические характеристики немецкого ЖРД были относительно скромными, конструкция камеры сгорания и системы охлаждения сложной, ненадёжной и не допускающей дальнейшего развития. Двигатель Тиля имеет не только большое историческое значение в качестве устройства, позволившего создать и испытать первые баллистические ракеты дальнего действия, но и оказал влияние на дальнейшую эволюцию ЖРД..
Доктор В. Тиль отличался большой широтой научных знаний, и являлся связующим звеном между лабораториями Пенемюнде и профессором Вернером Гейзенбергом. В. Тиль впервые предложил использовать атомную энергию для реактивного движения, являясь основоположником ядерных реактивных двигателей.
После полуночи 17 августа 1943 года, в результате бомбардировочного налёта на полигон Пенемюнде 433 тяжёлых бомбардировщиков — операция Гидра британских ВВС, был полностью разрушен посёлок научно-технического персонала, в нём наряду с другими немецкими ракетчиками погиб и Вальтер Тиль с семьей.
29 октября 1944 года Тиль был посмертно награждён Рыцарским крестом Креста «За военные заслуги» с мечами .

## Память
В 1976 г. Международный астрономический союз присвоил имя В. Тиля кратеру на обратной стороне Луны.